# باب سليمان
باب سليمان (باترزان) قرية سورية تتبع إداريًا لناحية الجوادية، منطقة المالكية، محافظة الحسكة شمال شرق سوريا على الحدود السورية التركية. تُعد من القرى القديمة التي تشير آثارها إلى وجود بشري منذ العهد الروماني، حيث تنتشر فيها نقوش حجرية، ومقابر قديمة، وبقايا أسلحة كالرماح والسهام. يبلغ عدد سكان القرية نحو 1000 نسمة، ينحدر معظمهم من آل رسول الله ﷺ، ويتحدثون اللغة الكردية. يعتمد السكان على الزراعة وتربية المواشي والوظائف فهم يزرعون القمح والشعير والعنب والرمان، تتميز بجمالها الطبيعي، حيث تضم ينابيع وجداول مياه دائمة الجريان، وأشجاراً كثيفة، وتضاريس صخرية. من أبرز معالمها جبل حزين ،وهي من أماكن التنزه لسكان المنطقة.